# Eciton burchellii
Eciton burchellii é uma espécie de formiga do gênero Eciton.